# Zwarte dikstaartspitsmuis
De zwarte dikstaartspitsmuis (Palawanosorex ater)  is een zoogdier uit de familie van de spitsmuizen (Soricidae). De wetenschappelijke naam van de soort werd voor het eerst geldig gepubliceerd door Medway in 1965.

## Voorkomen
De soort komt voor in Maleisisch Borneo.